# Henry Bailey
Henry Marvin Bailey (* 24. April 1893 im Colleton County; † 1. November 1972 in Walterboro) war ein US-amerikanischer Sportschütze.

## Erfolge
Henry Bailey nahm an den Olympischen Spielen 1924 in Paris teil, bei denen er mit der Schnellfeuerpistole an den Start ging. Gemeinsam mit sieben weiteren Konkurrenten erzielte er zunächst die Maximalpunktzahl von 18 Treffern, sodass es im Anschluss zu mehreren Stechen kam. Nach sechs Runden, in denen Bailey jeweils stets alle sechs Ziele traf, waren nur noch er selbst und Vilhelm Carlberg übrig geblieben. In der siebten Runde gelang es Bailey abermals, sämtliche Ziele zu treffen, während Carlberg zwei verfehlte. Bailey erhielt als Olympiasieger damit die Goldmedaille.
Während der Spiele bekleidete Bailey, ein Berufssoldat, den Rang eines Gunnery Sergeants. Bis zu seinem Abschied aus dem aktiven Dienst im Jahr 1947 stieg er zum Warrant Officer auf. Er war 1910 den Marines beigetreten, wo er früh sein Schießtalent unter Beweis stellte. So erhielt er mehrere Auszeichnungen als Scharfschütze.